# Парламентские выборы в Испании (1869)
Выборы в Учредительные кортесы Испании 15 января 1869 года стали первыми выборами в так называемое «Демократическое шестилетие (исп. Sexenio Democrático)», период в истории Испании, начавшийся 30 сентября 1868 года с низвержения королевы Изабеллы II во время Славной революции и завершившийся 29 декабря 1874 года реставрацией Бурбонов, когда сын Изабеллы Альфонсо XII стал королём после переворота генерала Арсенио Мартинеса де Кампоса.

## Предыстория
18 сентября 1868 года генерал Хуан Прим и адмирал Хуан Баутиста Топете взбунтовали против королевы Изабеллы II флот в Кадисе. Восстание поддержали некоторые армейские части и вскоре восставшие захватили ряд других важных городов Испании. Повстанческие силы возглавил вернувшийся из ссылки генерал Франсиско Серрано. 27 сентября у Альколейского моста в одном переходе от Кордовы состоялось решающее сражение, победу в котором одержали восставшие. Командующий правительственными войсками маршал Павия был тяжело ранен, а его заместитель Паредес после капитуляции 2 октября вместе со своей армией перешёл на сторону революционеров. Узнав о разгроме королева бежала во Францию, власть перешла в руки восставших. Свержение Изабеллы II вошло в историю Испании как Славная революция.
3 октября 1868 года главой революционного правительства стал генерал Франсиско Серрано. 25 октября новые власти декретом ввели всеобщее избирательное право для мужчин, свободу совести, печати и обучения, свободу союзов и собраний. На 15 января 1869 года были назначены выборы в Учредительные кортесы (исп. Cortes Constituyentes), которые должны были принять новую конституцию страны.
Для участия в выборах генерал Хуан Прим сформировал Прогрессистско—либеральная коалиция, в которую вошли Прогрессистская партия и Либеральный союз. После того как в Демократической партии верх взяли сторонники республиканца Франсиско Пи-и-Маргаля, приверженцы «народной монархии» из числа демократов, позднее прозванные «кимврами» (исп. cimbrios), присоединились к коалиции. Главными оппонентами прогрессистско-либеральных монархистов стала Республиканская демократическая партия Пи-и-Маргаля, Николаса Сальмерона и Эмилио Кастелара. Кроме прогрессистов, либералов и республиканцев в выборах приняли участие сторонники абсолютизма и карлистской ветви испанских Бурбонов, а также независимые правые.

## Результаты
Всего было избрано 352 депутата, не считая 18 депутатов, избранных на Кубе и 11 в Пуэрто-Рико.
Победу на выборах одержала Прогрессистско-либеральная коалиция во главе с военным министром генералом Хуаном Примом, завоевав более 2/3 мест в Учредительных кортесах. Между партиями, входившими в коалицию, места распределились следующим образом: Прогрессистская партия — 120 депутатов, Либеральный союз — 80 мандатов и демократы-монархисты — 40. Главные оппоненты прогрессистов и либералов, республиканцы во главе с Пи и Маргалем, смогли завоевать почти четверть мест (85, из них республиканцы-федералисты — 83, республиканцы-централисты — 2). Приверженцы абсолютизма во главе с претендентом на испанский престол доном Карлосом Младшим получили чуть более 5 % мест.

Распределение мест в Учредительных кортесах 1869—1871 годов
Прогрессивно-либеральная коалиция: 236
Республиканская демократическая партия: 85
Католико-монархическое причастие: 20
независимые правые: 3
другие: 8

Итоги выборов в Учредительные кортесы 15 января 1869 года
| Партии и коалиции                                            | Партии и коалиции                      | Партии и коалиции                    | Лидер                  | Места | Места |
| Партии и коалиции                                            | Партии и коалиции                      | Партии и коалиции                    | Лидер                  | Места | %     |
| ------------------------------------------------------------ | -------------------------------------- | ------------------------------------ | ---------------------- | ----- | ----- |
|                                                              | Прогрессистско—либеральная коалиция    | исп. Coalición Progresista-Liberal   | Жоан Прим и Пратс      | 236   | 67,05 |
|                                                              | Республиканская демократическая партия | исп. Partido Democrático Republicano | Франсиско Пи-и-Маргаль | 85    | 24,15 |
|                                                              | Католико-монархическое причастие       | исп. Comunión Católico-Monárquica    | Карлос Мария де Бурбон | 20    | 5,68  |
|                                                              | Независимые правые                     | исп. Independientes de Derecha       | Хосе Рамон Бугальял    | 3     | 0,85  |
|                                                              | Другие                                 | Другие                               | Другие                 | 8     | 2,27  |
|                                                              |                                        |                                      |                        |       |       |
| Всего                                                        | Всего                                  | Всего                                | Всего                  | 352   | 100   |
|                                                              |                                        |                                      |                        |       |       |
| Источник: - Historia Electoral - Spain Historical Statistics |                                        |                                      |                        |       |       |

## Результаты по регионам
Прогрессистско-либеральная коалиция заняла первое место по количеству избранных депутатов в 54 регионах. Демократы-республиканцы смогли победить в 15 регионах. Абсолютисты взяли верх в 7 регионах (Бильбао, Сан-Себастьян, Витория, Памплона, Эстелья и Олот). В Понтеведра победили независимые правые. В Паленсии, Лирии и Ронде мандаты поделили прогрессисты-либералы и республиканцы. В Мадриде все 7 мест достались монархистам из Прогрессистско-либеральной коалиции, в Барселоне все 6 мандатов завоевали республиканцы. Идеологическая принадлежность депутатов избранных в Маоне, Лас-Пальмасе и на Тенерифе неизвестна.

## Значение
Председателем Учредительных кортесов 15 февраля 1869 года был избран Николас Мария Риверо («кимвр»). 18 января 1870 года его сменил Мануэль Руис Соррилья (Прогрессистская партия).
1 июня 1869 года Учредительные кортесы утвердили новую конституцию Испании 214 голосами за при 55 против.
15 июня 1869 года главой государства (регентом) стал премьер-министр генерал Франсиско Серрано (Либеральный союз). 18 июня 1869 года новым главой правительства стал военный министр и лидер парламентского большинства Хуан Прим.
16 ноября 1870 года голосами 191 члена Учредительных кортесов новым королём Испании был избран Амадео I Савойский, второй сын короля Италии Виктора Эммануила II. За Антуана Орлеанского проголосовали 27 депутатов, за генерала Бальдомеро Эспартеро, принца Вергарского, регента Испании при королеве Изабелле II в 1840–1843 годах, свои голоса отдали 8 парламентариев, за Альфонсо де Бурбона, третьего сына свергнутого короля Обеих Сицилий Фердинанда II, проголосовали 2 человека, ещё 4 депутата высказались за других претендентов. 60 членов Учредительных кортесов проголосовали за установление в Испании федеративной республики, 19 воздержались, сдав пустые бланки. 2 января 1871 года Амадео I Савойский был провозглашён новым королём Испании.
27 декабря 1870 года в Мадриде радикальные республиканцы совершили покушение на премьер-министра Хуана Прима. От полученных ранений он скончался 30 декабря того же года.
27 декабря 1870 года временным главой правительства стал адмирал Хуан Баутиста Топете и Карбальо (Либеральный союз). 4 января 1871 года пост премьер-министра во второй раз занял генерал Франсиско Серрано (Либеральный союз), получивший поддержку Прогрессистской партии. Он возглавлял Совет министров Испании до выборов 1871 года.